# Boulton and Watt
Boulton & Watt var et tidligt britisk ingeniør- og produktionsfirma, der designede og fremstillede marine og stationære dampmaskiner. Firmaet, der blev grundlagt i det engelske West Midlands omkring Birmingham i 1775 som et partnerskab mellem den engelske fabrikant Matthew Boulton og den skotske ingeniør James Watt, havde en stor rolle i den industrielle revolution og voksede sig til en stor producent af dampmaskiner i det 19. århundrede.

## Motorpartnerskabet
Partnerskabet blev etableret i 1775 for at udnytte Watts patent på en dampmaskine med en separat kondensator. Dette muliggjorde en meget mere effektiv brug af brændstoffet end den ældre Newcomen-motor. Oprindeligt var virksomhedens aktiviteter centreret om Soho Manufactory nær Boultons Soho House i den sydlige udkant af det daværende landlige sogn Handsworth. Men de fleste af komponenterne til deres motorer blev fabrikeret af andre, for eksempel blev cylindrene fremstillet af John Wilkinson.
I 1795 begyndte de selv at lave dampmaskiner på deres Soho Foundry i Smethwick, nær Birmingham i England. Mellem 1775 og 1800 producerede Boulton og Watt 496 motorer. Partnerskabet blev overdraget til to af deres sønner i 1800. William Murdoch blev gjort til partner i firmaet i 1810, hvor han forblev indtil sin pensionering i en alder af 76 20 år senere. Firmaet eksisterede i over 120 år, dog blev det omdøbt til "James Watt & Co." i 1849, og lavede stadig dampmaskiner i 1895, da den blev solgt til W & T Avery Ltd.
I ti år var Charlotte Matthews deres bankier i London efter hendes mand døde i 1792. En kvindelig bankmand var usædvanlig, men hun blev en tæt fortrolig, idet hun holdt ferie med Boulton, og hun lånte dem enorme summer til finansieringen af deres bestræbelser. Da hun døde som 43-årig i 1802, blev hendes virksomhed drevet af Boulton- og Watt-familierne.
Virksomheden uddannede unge ingeniører, som endte med at opnå notabilitet. Blandt de navne, der havde været ansat der i det attende århundrede, kan nævnes James Law, Peter Ewart, William Brunton, Isaac Perrins, William Murdoch og John Southern.

## Arkiv
Firmaet efterlod et ekstremt detaljeret arkiv over sine aktiviteter, som blev givet til byen Birmingham i 1911 og opbevares på Library of Birmingham. Et ekstra arkiv blev doneret til Boulton og Watt-samlingen i 2015, herunder en afhandling. Arkivet indeholder: Udstillingsmapper med tekst og forskellige varianter af tegninger.

## Bevarede operationelle motorer
- Smethwick-motoren, Thinktank, Birmingham Science Museum, fremstillet i 1779.
- Whitbread-motoren, Powerhouse Museum, Sydney, fremstillet 1785, 25-tommer (64 cm) boring, 72-tommer (180 cm) slag.
- Crofton Pumpestation fremstillet 1812, 42,25 tomme (107 cm) boring, 84-tomme (210 cm) slag.
- Kew Bridge Steam Museum fremstillet 1820, 64-tommer (160 cm) boring, 96-tommer (240 cm) slag. [5]
- Papplewick Pumpestation to motorer, fremstillet 1884, 46-tommer (120 cm) boring, 90-tommer (230 cm) slag. Menes at være de sidste motorer, der blev fremstillet af virksomheden. [6]

## Yderligere læsning
- Hills, Richard L. (2002). James Watt: His Time in Scotland (1736-1774). Landmark Publishing. ISBN 1-84306-045-0.